# Stallhofen
Stallhofen osztrák mezőváros Stájerország Voitsbergi járásában. 2017 januárjában 3129 lakosa volt. 

## Elhelyezkedése

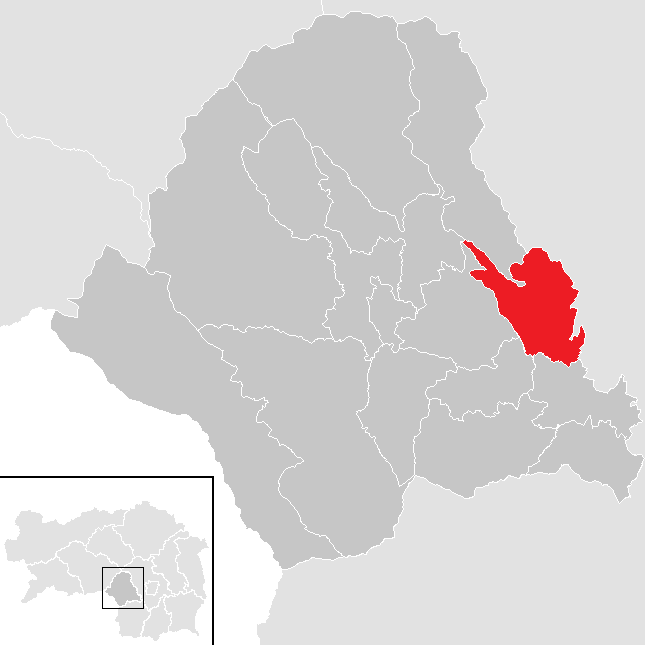
Stallhofen a Voitsbergi járásban

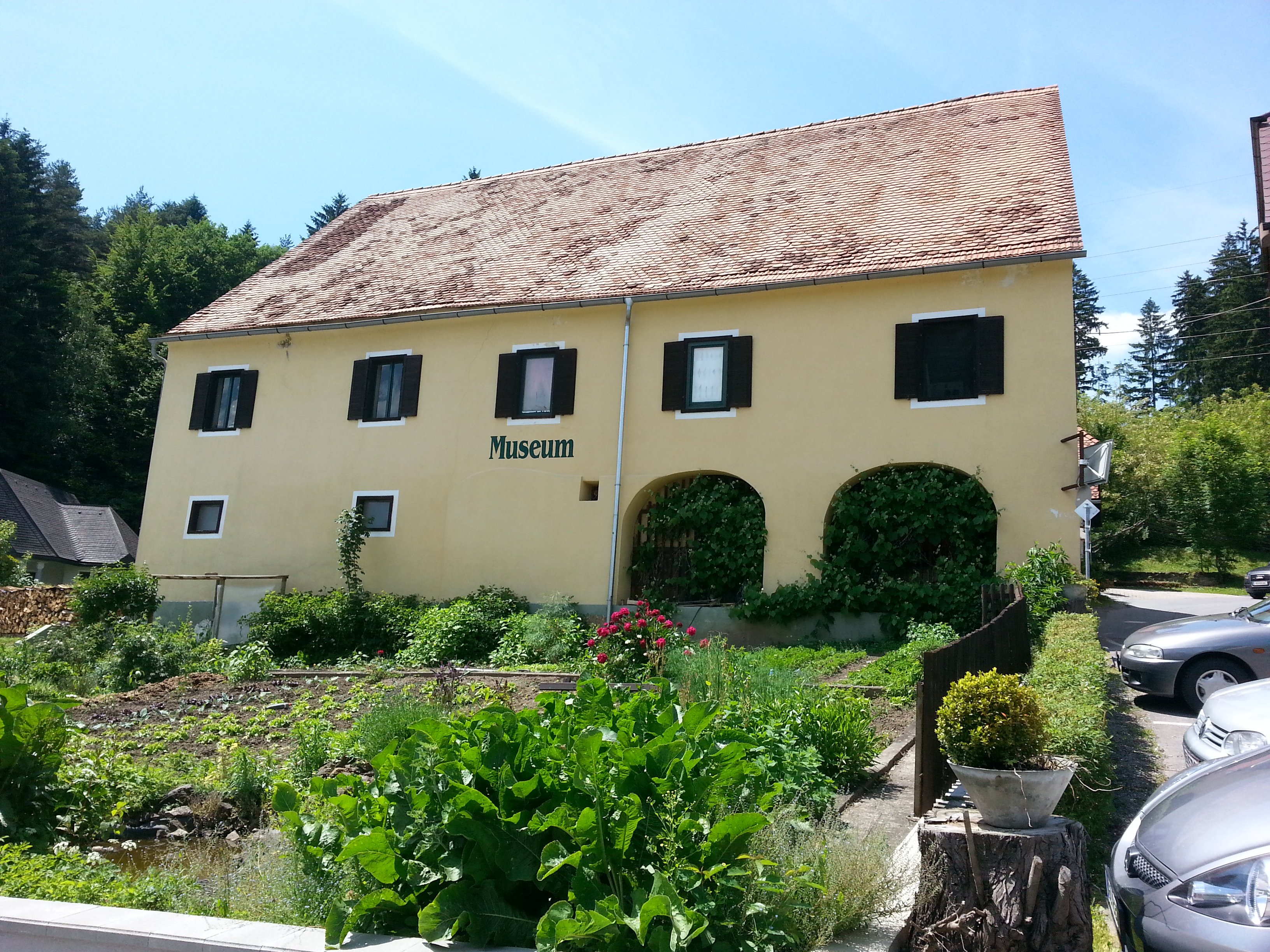
A krampuszmúzeum

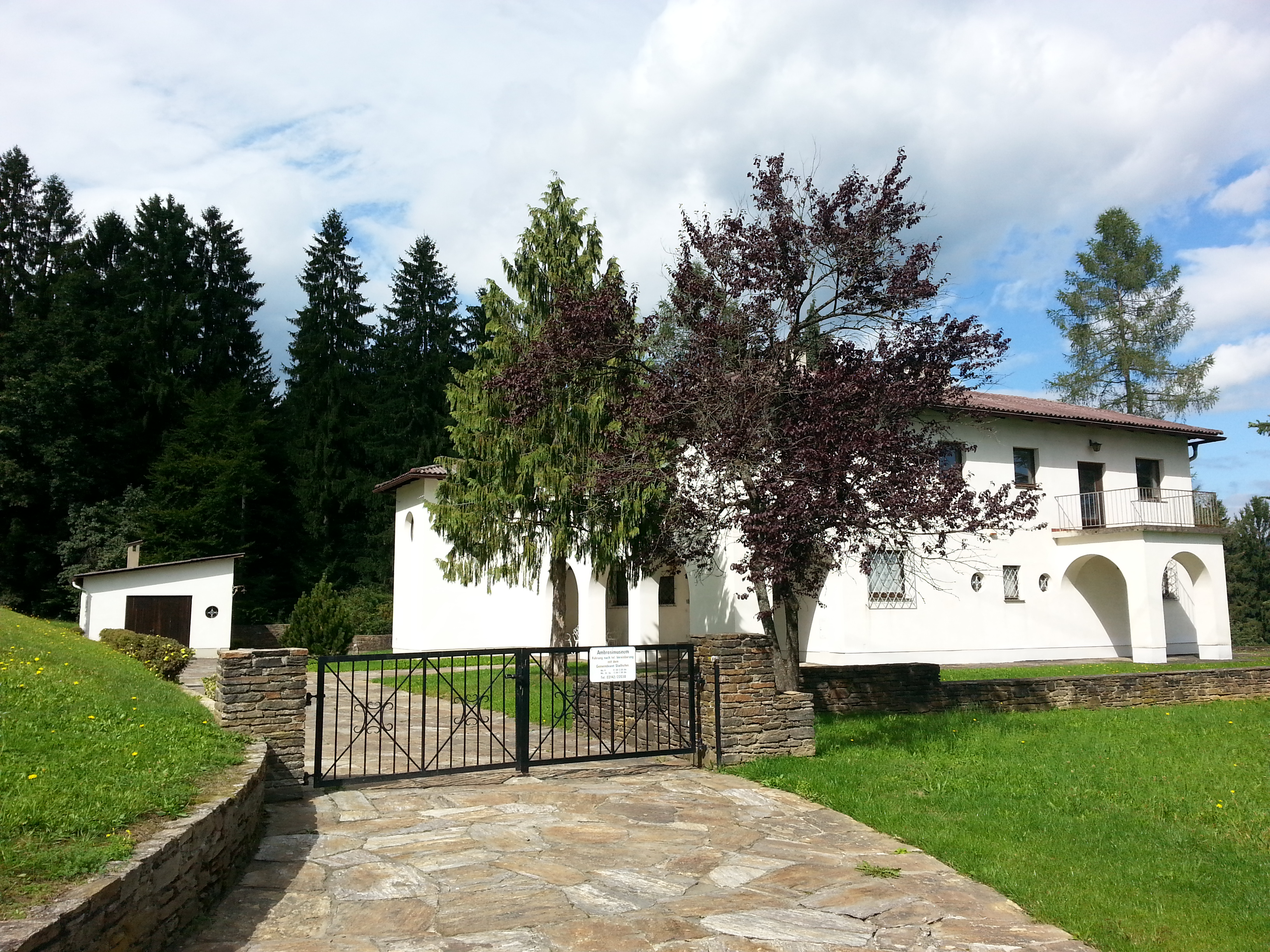
Az Ambrosi-múzeum

Stallhofen a tartomány középső részén fekszik a Nyugat-Stájerország régióban, Graztól nyugatra. Az önkormányzathoz 7 falu és egyéb település tartozik (Bernau és Hausdorf kivételével valamennyi a saját katasztrális községében): Aichegg (456 lakos), Bernau (252), Hausdorf (276), Kalchberg (382), Muggauberg (278), Raßberg (243), Stallhofen (1208).
A környező települések: délre Söding-Sankt Johann, délnyugatra Krottendorf-Gaisfeld, nyugatra Voitsberg, északnyugatra Bärnbach, és Geistthal-Södingberg, északra Stiwoll, keletre Sankt Bartholomä és Hitzendorf. 

## Lakosság
A stallhofeni önkormányzat területén 2017 januárjában 3129 fő élt. A lakosságszám 1939 óta (akkor 2287) egyenletesen gyarapszik. 2015-ben a helybeliek 97,8%-a volt osztrák állampolgár; a külföldiek közül 0,9% a régi (2004 előtti), 1% az új EU-tagállamokból érkezett. 0,1% a volt Jugoszlávia (Szlovénia és Horvátország nélkül) vagy Törökország, 0,2% egyéb országok polgára. 2001-ben 93,8% római katolikusnak, 1,1% evangélikusnak, 0,3% muszlimnak, 3,8% pedig felekezet nélkülinek vallotta magát. Ugyanekkor 12 magyar (0,4%) élt Stallhofenben. 

## Látnivalók
- a Szt. Miklós-plébániatemplom a város legrégebbi épülete. Eredetileg román stílusban épült, majd a késő gótikus és a barokk korszakban átépítették. Legrégebbi része a torony és az előhajó közötti, eredetileg román lapos mennyezet, amelyet 1520-ban gótikus boltívekkel váltottak fel. 45 méter magas tornya a 16. század végén-17. század elején készült.
- a Gustinus Ambrosi-múzeum. A szobrászművész maga tervezte stallhofeni házát, amelyben ma múzeuma található.
- a krampuszmúzeum a Rößl fogadó épületében

## Híres stallhofeniek
- Gustinus Ambrosi (1893–1975) szobrász és költő

## Fordítás
- Ez a szócikk részben vagy egészben  a   Stallhofen című német Wikipédia-szócikk ezen változatának fordításán alapul.  Az eredeti cikk szerkesztőit annak laptörténete sorolja fel. Ez a jelzés csupán a megfogalmazás eredetét és a szerzői jogokat jelzi, nem szolgál a cikkben szereplő információk forrásmegjelöléseként.